# European Rugby Challenge Cup 2019-2020
La European Rugby Challenge Cup 2019-20 (in inglese 2019-20 European Rugby Challenge Cup; in francese Challenge européen 2019-20) fu la 6ª edizione della European Rugby Challenge Cup, competizione per club di rugby a 15 organizzata da European Professional Club Rugby come torneo cadetto della Champions Cup, nonché la 24ª assoluta della Challenge Cup.
Si tenne dal 15 novembre 2019 al 16 ottobre 2020 tra 20 squadre provenienti da 6 federazioni (Francia, Galles, Inghilterra, Italia, Russia e Scozia).
18 club giunsero alla competizione direttamente dai propri campionati nazionali e 2 — la rappresentante della Russia e quella dell'Italia non appartenente al Pro 14 — dal Continental Shield organizzato da Rugby Europe e Federazione Italiana Rugby.
Originariamente programmato per terminare con la gara di finale del 20 maggio 2020, il torneo fu dapprima interrotto a causa della pandemia di COVID-19 e rinviato a data da destinarsi e, successivamente, ripreso a settembre.
Anche i play-off tuttavia furono impattati da implicazioni sanitarie: tre giocatori e un membro dello staff del Castres furono trovati positivi al COVID-19 e il club francese fu costretto a ritirarsi dalla competizione, lasciando via libera per la semifinale al proprio avversario, l'inglese Leicester.
La finale non si tenne, come da programma originale, al Vélodrome di Marsiglia, ma allo stadio Maurice David di Aix-en-Provence e vide di fronte la francese Tolone e l'inglese Bristol, che si aggiudicò la sua prima Challenge Cup vincendo 32-19.
Il valore delle marcature, come stabilito da World Rugby nel 2017, è: 5 punti per ciascuna meta (7 se trasformata), 7 punti per la meta tecnica, 3 punti per la realizzazione di ciascun calcio piazzato, idem per il drop.

## Formato
Al torneo presero parte 20 squadre così determinate:
- 18 squadre europee non qualificate alla Champions Cup 2018-19[9] di cui:
  - le 4 squadre della Premiership 2018-19 classificatesi dall'ottavo all'undicesimo posto e la vincitrice del Championship della stessa stagione
  - le 6 squadre del Top 14 2018-19 dal settimo al dodicesimo posto, la squadra campione del Pro D2 e la vincente del playoff tra la tredicesima classificata del Top 14 e la seconda classificata del ProD2 della stessa stagione
  - le 6 peggiori squadre (escluse le due sudafricane) del Pro14 2018-19 indipendentemente dalla federazione di appartenenza: le ultime tre più le due perdenti il play-off di Pro12 per la Champions Cup
- 2 squadre provenienti dal Continental Shield 2018-19: una proveniente dalla fase a gironi (Calvisano) e l'altra dallo spareggio tra le due qualificate del Continental Shield 2017-18, Timişoara e Enisej-STM, vinto da quest'ultima[9].

Le 20 squadre qualificate furono ripartite in 5 gironi da 4 squadre ciascuno.
A passare ai quarti di finale furono le cinque vincitrici di girone e le tre migliori seconde classificate; alle cinque vincitrici fu assegnato il seeding da 1 a 5, alle seconde da 6 a 8.
I quarti di finale si tennero in casa delle squadre con i seeding da 1 a 4 che ricevettero rispettivamente le qualificate con il seeding da 8 a 5.
Le semifinali si tennero tra i vincitori dei quarti di finale.
Tutte le fasi a eliminazione si tennero a gara unica.

## Squadre partecipanti

### Classificazione per torneo
|   | Top 14          | Premiership  | Pro12         | Continental Shield |
| - | --------------- | ------------ | ------------- | ------------------ |
| 1 | Agen            | Bristol      | Cardiff Blues | Calvisano          |
| 2 | Bayonne         | Leicester    | Dragons       | Enisej-STM         |
| 3 | Bordeaux Bègles | London Irish | Edimburgo     |                    |
| 4 | Brive           | Wasps        | Scarlets      |                    |
| 5 | Castres         | Worcester    | Zebre         |                    |
| 6 | Pau             |              |               |                    |
| 7 | Stade français  |              |               |                    |
| 8 | Tolone          |              |               |                    |

### Composizione dei gironi
| Fascia | Girone 1   | Girone 2     | Girone 3        | Girone 4       | Girone 5      |
| ------ | ---------- | ------------ | --------------- | -------------- | ------------- |
| 1      | Castres    | Scarlets     | Wasps           | Stade français | Cardiff Blues |
| 2      | Worcester  | Tolone       | Edimburgo       | Bristol        | Pau           |
| 3      | Dragons    | London Irish | Bordeaux Bègles | Zebre          | Leicester     |
| 4      | Enisej-STM | Bayonne      | Agen            | Brive          | Calvisano     |

## Fase a gironi

### Girone A
|            | Incontri girone 1      |       |
| ---------- | ---------------------- | ----- |
| 15-11-2019 | Enisej-STM — Worcester | 14-57 |
| 16-11-2019 | Dragons — Castres      | 31-17 |
| 22-11-2019 | Enisej-STM — Dragons   | 22-49 |
| 23-11-2019 | Castres — Worcester    | 17-9  |
| 6-12-2019  | Enisej-STM — Castres   | 12-28 |
| 7-12-2019  | Worcester — Dragons    | 34-28 |
| 13-12-2019 | Castres — Enisej-STM   | 22-10 |
| 13-12-2019 | Dragons — Worcester    | 25-16 |
| 11-1-2020  | Castres — Dragons      | 42-14 |
| 11-1-2020  | Worcester — Enisej-STM | 66-10 |
| 17-1-2020  | Worcester — Castres    | 27-33 |
| 17-1-2020  | Dragons — Enisej-STM   | 47-5  |

#### Classifica
| Pos | Squadra    | G | V | N | P | PF  | PS  | P±   | BP | PT |
| --- | ---------- | - | - | - | - | --- | --- | ---- | -- | -- |
| 1   | Castres    | 6 | 5 | 0 | 1 | 159 | 103 | 56   | 3  | 23 |
| 2   | Dragons    | 6 | 4 | 0 | 2 | 194 | 136 | 58   | 4  | 20 |
| 3   | Worcester  | 6 | 3 | 0 | 3 | 209 | 127 | 82   | 4  | 16 |
| 4   | Enisej-STM | 6 | 0 | 0 | 6 | 73  | 269 | −196 | 0  | 0  |

### Girone B
|            | Incontri girone 2       |       |
| ---------- | ----------------------- | ----- |
| 15-11-2019 | Bayonne — Tolone        | 13-20 |
| 16-11-2019 | Scarlets — London Irish | 20-16 |
| 22-11-2019 | Tolone — Scarlets       | 17-16 |
| 23-11-2019 | London Irish — Bayonne  | 45-31 |
| 7-12-2019  | Tolone — London Irish   | 37-17 |
| 7-12-2019  | Bayonne — Scarlets      | 11-19 |
| 14-12-2019 | London Irish — Tolone   | 20-26 |
| 14-12-2019 | Scarlets — Bayonne      | 46-5  |
| 11-1-2020  | Bayonne — London Irish  | 27-10 |
| 11-1-2020  | Scarlets — Tolone       | 15-27 |
| 18-1-2020  | Tolone — Bayonne        | 50-6  |
| 18-1-2020  | London Irish — Scarlets | 14-33 |

#### Classifica
| Pos | Squadra      | G | V | N | P | PF  | PS  | P±  | BP | PT |
| --- | ------------ | - | - | - | - | --- | --- | --- | -- | -- |
| 1   | Tolone       | 6 | 6 | 0 | 0 | 177 | 87  | 90  | 4  | 28 |
| 2   | Scarlets     | 6 | 4 | 0 | 2 | 149 | 90  | 59  | 3  | 19 |
| 3   | Bayonne      | 6 | 1 | 0 | 5 | 93  | 190 | −97 | 3  | 7  |
| 4   | London Irish | 6 | 1 | 0 | 5 | 122 | 174 | −52 | 3  | 7  |

### Girone C
|            | Incontri girone 3           |       |
| ---------- | --------------------------- | ----- |
| 15-11-2019 | Agen — Edimburgo            | 10-31 |
| 16-11-2019 | Bordeaux Bègles — Wasps     | 40-30 |
| 22-11-2019 | Edimburgo — Bordeaux Bègles | 16-16 |
| 23-11-2019 | Wasps — Agen                | 32-14 |
| 6-12-2019  | Agen — Bordeaux Bègles      | 3-73  |
| 6-12-2019  | Edimburgo — Wasps           | 31-20 |
| 14-12-2019 | Bordeaux Bègles — Agen      | 33-6  |
| 14-12-2019 | Wasps — Edimburgo           | 7-9   |
| 11-1-2020  | Agen — Wasps                | 24-52 |
| 11-1-2020  | Bordeaux Bègles — Edimburgo | 32-17 |
| 18-1-2020  | Wasps — Bordeaux Bègles     | 0-27  |
| 18-1-2020  | Edimburgo — Agen            | 36-0  |

#### Classifica
| Pos | Squadra         | G | V | N | P | PF  | PS  | P±   | BP | PT |
| --- | --------------- | - | - | - | - | --- | --- | ---- | -- | -- |
| 1   | Bordeaux Bègles | 6 | 5 | 1 | 0 | 221 | 72  | 149  | 4  | 26 |
| 2   | Edimburgo       | 6 | 4 | 1 | 1 | 140 | 85  | 55   | 3  | 21 |
| 3   | Wasps           | 6 | 2 | 0 | 4 | 141 | 145 | −4   | 3  | 11 |
| 4   | Agen            | 6 | 0 | 0 | 6 | 57  | 257 | −200 | 0  | 0  |

### Girone D
|            | Incontri girone 4        |       |
| ---------- | ------------------------ | ----- |
| 15-11-2019 | Stade français — Brive   | 11-27 |
| 16-11-2019 | Bristol — Zebre          | 59-21 |
| 22-11-2019 | Brive — Bristol          | 0-36  |
| 23-11-2019 | Zebre — Stade français   | 12-13 |
| 7-12-2019  | Bristol — Stade français | 37-11 |
| 7-12-2019  | Zebre — Brive            | 27-24 |
| 13-12-2019 | Brive — Zebre            | 24-10 |
| 14-12-2019 | Stade français — Bristol | 16-18 |
| 11-1-2020  | Stade français — Zebre   | 24-29 |
| 11-1-2020  | Bristol — Brive          | 52-3  |
| 18-1-2020  | Zebre — Bristol          | 7-7   |
| 18-1-2020  | Brive — Stade français   | 33-29 |

#### Classifica
| Pos | Squadra        | G | V | N | P | PF  | PS  | P±  | BP | PT |
| --- | -------------- | - | - | - | - | --- | --- | --- | -- | -- |
| 1   | Bristol        | 6 | 5 | 1 | 0 | 209 | 58  | 151 | 4  | 26 |
| 2   | Brive          | 6 | 3 | 0 | 3 | 111 | 165 | −54 | 2  | 14 |
| 3   | Zebre          | 6 | 2 | 1 | 3 | 106 | 151 | −45 | 3  | 13 |
| 4   | Stade français | 6 | 1 | 0 | 5 | 104 | 156 | −52 | 4  | 8  |

### Girone E
|            | Incontri girone 5         |       |
| ---------- | ------------------------- | ----- |
| 16-11-2019 | Calvisano — Cardiff Blues | 16-38 |
| 16-11-2019 | Leicester — Pau           | 41-20 |
| 22-11-2019 | Pau — Calvisano           | 61-10 |
| 23-11-2019 | Cardiff Blues — Leicester | 11-14 |
| 7-12-2019  | Leicester — Calvisano     | 59-7  |
| 7-12-2019  | Cardiff Blues — Pau       | 54-22 |
| 14-12-2019 | Pau — Cardiff Blues       | 34-29 |
| 14-12-2019 | Calvisano — Leicester     | 13-20 |
| 11-1-2020  | Calvisano — Pau           | 19-47 |
| 12-1-2020  | Leicester — Cardiff Blues | 30-20 |
| 18-1-2020  | Pau — Leicester           | 24-17 |
| 18-1-2020  | Cardiff Blues — Calvisano | 64-3  |

#### Classifica
| Pos | Squadra       | G | V | N | P | PF  | PS  | P±   | BP | PT |
| --- | ------------- | - | - | - | - | --- | --- | ---- | -- | -- |
| 1   | Leicester     | 6 | 5 | 0 | 1 | 181 | 95  | 86   | 3  | 23 |
| 2   | Pau           | 6 | 4 | 0 | 2 | 208 | 170 | 38   | 3  | 19 |
| 3   | Cardiff Blues | 6 | 3 | 0 | 3 | 216 | 119 | 97   | 6  | 18 |
| 4   | Calvisano     | 6 | 0 | 0 | 6 | 68  | 289 | −221 | 1  | 1  |

## Ordine di qualificazione
| Ordine               | Squadra              | Pt                   | Mt                   | Diff                 |
| Vincitrici di girone | Vincitrici di girone | Vincitrici di girone | Vincitrici di girone | Vincitrici di girone |
| -------------------- | -------------------- | -------------------- | -------------------- | -------------------- |
| 1                    | Tolone               | 28                   | 25                   | 90                   |
| 2                    | Bristol              | 26                   | 27                   | 151                  |
| 3                    | Bordeaux Bègles      | 26                   | 28                   | 149                  |
| 4                    | Leicester            | 23                   | 23                   | 86                   |
| 5                    | Castres              | 23                   | 22                   | 56                   |
| Seconde classificate |                      |                      |                      |                      |
| 6                    | Edimburgo            | 21                   | 16                   | 55                   |
| 7                    | Dragons              | 20                   | 24                   | 58                   |
| 8                    | Scarlets             | 19                   | 17                   | 59                   |
| -                    | Pau                  | 19                   | 29                   | 38                   |
| -                    | Brive                | 14                   | 14                   | -54                  |

## Fase aplay-off
|  | Quarti di finale | Quarti di finale | Quarti di finale |         |    | Semifinali | Semifinali | Semifinali |  |  | Finale | Finale | Finale |
|  |                  |                  |                  |         |    |            |            |            |  |  |        |        |        |
|  | 1                | Tolone           | 11               |         |    |            |            |            |  |  |        |        |        |
|  | 8                | Scarlets         | 6                |         |    |            |            |            |  |  |        |        |        |
|  | 8                | Scarlets         | 6                |         |    | Tolone     | 34         |            |  |  |        |        |        |
|  |                  |                  |                  |         |    | Tolone     | 34         |            |  |  |        |        |        |
|  |                  |                  | Leicester        | 19      |    |            |            |            |  |  |        |        |        |
|  | 4                | Leicester        | Leicester        | 19      | /  |            |            |            |  |  |        |        |        |
|  | 4                | Leicester        |                  |         | /  |            |            |            |  |  |        |        |        |
|  | 5                | Castres          | /                |         |    |            |            |            |  |  |        |        |        |
|  |                  |                  |                  |         |    |            |            |            |  |  |        | Tolone | 19     |
|  |                  |                  |                  | Bristol | 32 |            |            |            |  |  |        |        |        |
|  | 2                | Bristol          | 56               |         |    |            |            |            |  |  |        |        |        |
|  | 7                | Dragons          | 17               |         |    |            |            |            |  |  |        |        |        |
|  | 7                | Dragons          | 17               |         |    | Bristol    | 37         |            |  |  |        |        |        |
|  |                  |                  |                  |         |    | Bristol    | 37         |            |  |  |        |        |        |
|  |                  |                  | Bordeaux Bègles  | 20      |    |            |            |            |  |  |        |        |        |
|  | 3                | Bordeaux Bègles  | Bordeaux Bègles  | 20      | 23 |            |            |            |  |  |        |        |        |
|  | 3                | Bordeaux Bègles  |                  |         | 23 |            |            |            |  |  |        |        |        |
|  | 6                | Edimburgo        | 14               |         |    |            |            |            |  |  |        |        |        |

### Quarti di finale
| Arbitro: | Mathieu Raynal |

|                                                                        |      |                            |
| Hughes 19’ Earl 23’, 25’ Radradra 42’ Vui 73’ Malins 74’ D. Thomas 76’ | mt   | 12’ Hewitt 49’ R. Williams |
| Sheedy 19’, 23’, 25’, 42’, 73’, 74’                                    | tr   | 12’, 49’ S. Davies         |
| Sheedy 30’, 53’, 69’                                                   | c.p. | 10’ S. Davies              |

| Arbitro: | Frank Murphy |

|                              |      |                                 |
| Cordero 3’ Dubié 8’          | mt   | 52’ Hoyland                     |
| Jalibert 3’, 8’              | tr   |                                 |
| Jalibert 49’, 57’ Botica 80’ | c.p. | 31’, 45’ v.d. Walt 70’ Kinghorn |

| Arbitro: | Andrew Brace |

|                   |      |                   |
| Parisse 55’       | mt   |                   |
| Carbonel 53’, 72’ | c.p. | 3’, 29’ Halfpenny |

| Leicester 20 settembre 2020, ore 15 UTC+1 | Leicester | – Non disputato referto | Castres |  |

### Semifinali
| Arbitro: | Frank Murphy |

|                                           |      |                        |
| Luatua 37’ Malins 50’, 85’ P. O’Conor 80’ | mt   | 10’ Jalibert 66’ Dweba |
| Sheedy 37’, 50’, 80’, 85’                 | tr   | 10’ Lucu 67’ Botica    |
| Sheedy 57’, 61’, 96’                      | c.p. | 26’, 29’ Jalibert      |

| Arbitro: | Mike Adamson |

|                                   |      |                       |
| Heem 7’ Villière 19’, 65’ Isa 57’ | mt   | 36’ Nadolo 73’ Potter |
| Carbonel 7’, 19’, 57’, 65’        | tr   |                       |
| Carbonel 17’, 33’                 | c.p. | 2’, 24’, 44’ G. Ford  |

### Finale
| Arbitro: | Andrew Brace |

| |              | |
| Randall 1’ Malins 59’ | mt           | 10’ Heem |
| Sheedy 1’, 59’ | tr           | 10’ Carbonel |
| Sheedy 3’, 47’, 55’, 58’, 74’, 78’ | c.p.         | 20’, 36’, 39’, 52’ Carbonel |
| · Malins · 78’ Morahan · 60’ Radradra · S. Piutau · Leiua · Sheedy · 78’ Randall · Earl · D. Thomas · 41’ Vui · 70’ Joyce · Attwood · 55’ Sinckler · 78’ Thacker · 55’ Y. Thomas | Formazioni   | · Cordin · Heem 32’ · Toeava · Paia’aua · Villière · Carbonel · Serin · Parisse · Lakafia 60’ · Ollivon · Taofifénua 52’ · Etzebeth 47’ · Gigashvili 58’ · Étrillard 55’ · Gros 55’ |
| · 41’ Heenan · 55’ Afoa · 55’ Woolmore · 60’ O’Conor · 70’ Holmes · 78’ Adeolokun · 78’ Kessell · 78’ Kloska                                                                     | Sostituzioni | · Dakuwaqa 32’ · Rebbadj 47’ · Alainu’uese 52’ · Fresia 55’ · Soury 55’ · Setiano 58’ · Ory 60’                                                                                     |
| Pat Lam | Allenatori   | Patrice Collazo |